# نورینسکایا
نورینسکایا (به لاتین: Norinskaya) یک منطقهٔ مسکونی در روسیه است که در استان آرخانگلسک واقع شده‌است.